# Czerwona Gitara
Czerwona Gitara – singel Czerwonych Gitar wydany w 2014 roku. Singel jako jeden czterech promował płytę wydnaną z okazji 50-lecia zespołu Jeszcze raz.
Autorem tekstu jest Ryszard Kunce, a muzyki Arkadiusz Wiśniewski. 

## Twórcy
- Autor tekstu: Ryszard Kunce
- Kompozytor: Arkadiusz Wiśniewski
- Śpiew: Arkadiusz Wiśniewski
- Perkusja: Jerzy Skrzypczyk
- Gitary elektryczne: Marcin Niewęgłowski, Mieczysław Wądołowski, Dariusz Olszewski, Łukasz Zitans